# Maria Helena de Moura Neves
Maria Helena de Moura Neves (Jaboticabal, 31 de janeiro de 1931 – Araraquara, 17 de dezembro de 2022) foi uma linguista, gramática, pesquisadora e professora universitária brasileira.
Com mais de 20 livros publicados, Maria Helena era professora emérita e livre-docente em Língua Portuguesa na Universidade Estadual Paulista (Unesp), pesquisadora do Conselho Nacional de Desenvolvimento Científico e Tecnológico (CNPq) e professora de pós-graduação da Universidade Presbiteriana Mackenzie.
Conhecida por seus trabalhos relacionados à língua em uso, especialmente a gramática funcional do português e suas relações com o texto. Também realizava pesquisas sobre a história e o ensino de gramática. Era professora emérita da Universidade Estadual Paulista, lecionando também na Universidade Presbiteriana Mackenzie. Em fevereiro de 2022, recebeu o Prêmio Ester Sabino na categoria Pesquisadora Sênior.

## Biografia
Maria Helena nasceu em Taiaçu, então distrito de Jaboticabal, em 1931. Filha de Otávio de Moura e Anna Rebucci, ambos professores, cresceu cercada pelos livros. Terminou o então ensino normal aos 17 anos, formando-se professora e lecionando no ensino primário. Por ter se formado em primeiro lugar, Maria Helena teve direito a uma cadeira-prêmio, que era uma nomeação, em caráter efetivo, para lecionar no curso primário, e ainda escolhendo a vaga antes dos aprovados no concurso. Ela então escolheu Araraquara para lecionar, onde moraria depois de casada.
Depois de vinte anos dedicados ao ensino de crianças. Maria Helena ingressou na Universidade Estadual Paulista, por meio de políticas públicas da época. Passando em primeiro lugar no vestibular, Maria Helena se licenciou com remuneração de seu cargo de professora primária e pode frequentar o curso de letras. Iniciou a licenciatura em grego, divergindo de sua formação em latim tanto no ginásio quanto no clássico.

## Carreira
Formada em 1970 em licenciatura em grego, Maria Helena ingressou no ano seguinte na licenciatura em alemão. Fez especializações em linguística e em 1975 ingressou no doutorado em Letras Clássicas pela Universidade de São Paulo, sob a orientação de José Cavalcante de Souza. Ingressou na Unesp como professora assistente em 1972 e aposentou-se em 1998, permanecendo como professora voluntária. Em 2003, ingressou na Universidade Presbiteriana Mackenzie como professora associada na pós-graduação.
Tendo se beneficiado com políticas públicas na formação de sua carreira, Maria Helena procurou retribuir à sociedade com projetos vinculados ao ensino público de primeiro e de segundo grau. Entre 1985 e 1987, propôs e coordenou projetos anuais da Secretaria do Ensino Superior – MEC / SESU para integração da universidade com o ensino de primeiro grau.

## Morte
Maria Helena morreu em 17 de dezembro de 2022, em Araraquara, aos 91 anos, devido a sequelas de um AVC.